# 李旭旦
李旭旦（1911年10月29日—1985年7月8日），江苏江阴人，中国人文地理学家和地理教育家。

## 生平
中学毕业于南菁中学。1930年，以全年级第一名的成绩被保送入中央大学地理系。1934年夏毕业，留系担任助教。1936年，考入中英庚子赔款留学生。同年9月，就读英国剑桥大学，攻读地理学硕士学位，主修区域地理学。毕业后，独立游历德国、法国、瑞士、荷兰，登上阿尔卑斯山。之后横渡大西洋，横穿美国，再从太平洋返回上海。1939年，回母校任教，同时担任《地理学报》总主编。当时恰逢抗日战争，他随校迁往重庆沙坪坝，主讲英国地理、地理学思想史等。1941年，参加中华自然科学社组织的西北考察团，担任团长，在此基础上考察了白龙江中游地区自然地貌，并提出白龙江是中国南北分界线之一，秦岭淮河线向西延伸是中国东部农区与西部牧区的分界线。这理论成为后来中国《全国农业发展纲要》和地理界限划分的理论依据。1943年任中央大学地理系主任。1946年，他应美国马里兰大学担任访问教授，并在次年发布《中国地理区之划分》。1947年，他返回中国，在中央大学担任地理系教授兼系主任。1949年1月，反对学校南迁计划；同年4月23日，解放军攻占南京。8月8日，中央大学更名为南京大学，他继续担任南京大学地理系教授与主任；期间编著《苏联经济地理》。1950年，同施雅风、吴传钧等创办《地理知识》，并任杂志主编。1952年院系调整，在南京大学、金陵大学基础上创建南京师范学院。他辞任南京大学职位，担任新组建的南京师范大学地理系首任系主任。1957年被划为右派，但仍然坚持地理学研究。1979年被平反，他当选江苏省地理学会副理事长、中国地理学会常务理事。1980年代，抱病完成他最后三部著作：《大百科·人文地理学》（1984）、《人文地理学概论》（1985年）和《人文地理学论丛》（1986年）。
1985年7月8日，因病在南京病逝，享年74岁。

## 著作
李旭旦早在大学期间，他就与任美锷合译了法国地理学家白吕纳著作《人地学原理》，晚年主持了《国外地理科学文献选泽》，翻译了普雷斯顿·詹姆斯的《地理学思想史》等著作。1940现代，他发表的《白龙江中游人生地理观察》一文，阐明了合理利用自然资源、协调人地关系的重要性。1947年发表的《中国地理区之划分》一文，吸取了当时国外地理学区划的理论方法，综合考察地貌、气候、水文、土壤、植被等自然要素和人口、经济、民族、文化等人文要素，进行综合地理分区这一开创性的理论方法。他强调地理学的统一论，反对割裂自然地理学和人文地理学。